# The Matchmaker (film 1911)
The Matchmaker è un cortometraggio muto del 1911 diretto da Harry Solter e prodotto dalla Lubin.

## Trama
Una giovane governante viene notata da un aristocratico: inizia così una romantica storia d'amore.

## Produzione
Il film fu prodotto dalla Lubin Manufacturing Company.

## Distribuzione
Distribuito dalla General Film Company, il film - un cortometraggio in una bobina - uscì nelle sale statunitensi il 25 settembre 1911.